# 川勝博
川勝 博（かわかつ ひろし、1945年 - 2018年）は、日本の教育学者。名城大学総合数理教育センター長、教授。専門は理科教育、物理教育。名古屋市生まれ。

## 来歴・人物
愛知県名古屋市の出身。名古屋大学理学部物理学科卒。大学卒業後、愛知県の県立高校の教諭となり、物理を中心に理数教育を実践・研究した。1994年、アジア人として初めて、ハンガリーの物理学会から物理教育国際賞を贈られた。1997年4月 - 2007年3月、香川大学教育学部教授。2006年、文部科学大臣表彰科学技術賞受賞。2007年4月より名城大学総合数理教育センター長、教授となる。日本学術会議連携会員であり、ユネスコのアジア物理教育ネットワーク日本代表などの国際的役割も担ってきた。2012年7月、イスタンブールで、ICPE（国際物理教育委員会）メダル受賞。「（物理が）わからない」克服の実践記録である授業記録ノートは、『川勝先生の物理授業（上・中・下）』（海鳴社）にまとめられ、英語版、中国語版も出版されている。また、彼は宮沢賢治学会の会員でもある。

## 著書
- 『いきいき物理わくわく実験1（改訂版）』 共著、日本評論社、2002.3
- 『いきいき物理わくわく実験2（改訂版）』 共著、日本評論者、2002.3
- 『学ぶ側からみた力学の再編成 - 物理教育の「力学」の視点と実践』 共著、新生出版（文京区）、1992.6
- 『川勝先生の物理授業（上巻）力学編』 海鳴社、1997.10
- 『川勝先生の物理授業（中巻）エネルギー・熱・波・光編』 海鳴社、1998.4
- 『川勝先生の物理授業（下巻）電磁気・原子物理編』 海鳴社、1998.9
- 『理科（授業づくりで変える高校の教室4）』 明石書店、2005.11